# Benedikt Ferg
Benedikt Ferg, oder Benedikt Ferch OSB (* 1631 in der Freien Reichsstadt Buchau; † 27. Januar 1706 in Metten) war Mönch und Abt in der bayerischen Benediktinerabtei Metten.

## Leben
Benedikt Ferg kam bereits als Kind als Zögling in die Singschule des Klosters Metten. Im Jahr 1649 wurde er in das Noviziat aufgenommen und legte 1655 die feierliche Profess im Kloster Metten ab. Nach seiner Priesterweihe 1659 hatte er verschiedene Ämter im Kloster inne; außerdem wirkte er als Pfarrer in der den Mettener Benediktinern zur Seelsorge anvertrauten Pfarrei Michaelsbuch. Später bekleidete er im Kloster das Amt des Priors und nahm in dieser Funktion 1684 als Vertreter des Mettener Abtes Roman Schäffler am ersten Generalkapitel der neu gegründeten Bayerischen Benediktinerkongregation teil, der die Abtei Metten jedoch nicht beitrat.
Nach dem Tod von Abt Roman Schäffler wurde Benedikt Ferg am 22. Oktober 1686 vom Mettener Konvent zu dessen Nachfolger gewählt. Die Benediktion zum Abt erhielt er erst am 8. Juli 1688 durch den Regensburger Weihbischof Albert Ernst Graf von Wartenberg (diese fand erstmals in der Kirche der Abtei Metten statt).
Als Abt setzte er die von seinen Vorgängern begonnene Bautätigkeit fort, die die Schäden aus der Zeit der Reformation und der anschließenden Glaubenskriege beseitigen sollte. So wurden in Metten die Gebäude des Klosters weiter ausgebaut (Bau eines Pferdestalles, eines Saales und eines Theaters). Außerhalb Mettens wurden 1690–94 die dem Kloster anvertraute Wallfahrtskirche in Loh und 1699–1701 die Wallfahrtskapelle in Uttobrunn neu gebaut. Außerdem wurden die Fischteiche des Klosters in Uttobrunn, Metten und Stephansposching erneuert.
Abt Benedikt Ferg bemühte sich auch um die innere Erneuerung des Klosters, indem er das Studium und die Pflege der Wissenschaft förderte. Dazu ließ er im Kloster regelmäßig Kurse in Philosophie durchführen und schickte Mönche zum Studium an die Universitäten in Salzburg und Ingolstadt. Als Auszeichnung und Anerkennung seines Einsatzes für die Wissenschaft wurde ihm 1697 die Stelle eines Assistenten an der Universität der Benediktiner in Salzburg verliehen.
Über seine Amtsführung hat Abt Benedikt Ferg selbst in seiner brevis synopsis, was de anno 1686–1706 unter weniger Regierung Fr. Benedicti p. t. Abbatis verfertigt und vorgenommen worden ist Rechenschaft abgelegt. Außerdem setzte er die (wahrscheinlich) von Abt Markus Besch angelegten Klosterannalen fort.